# Allium subhirsutum
Allium subhirsutum — вид трав'янистих рослин родини амарилісові (Amaryllidaceae), поширений у Середземномор'ї та північно-східній тропічній Африці.

## Опис
Цибулина субкуляста, діаметром до 1.5 см; зовнішні оболонки перетинчасті, сіруваті. Стебло 7–30 см, кругле в перерізі. Листків 2–3, лінійні, 2–10 мм завширшки, з довгими віями на краю, а іноді також зверху і внизу. Зонтик 2–7 см діаметром, нещільний. Листочки оцвітини білі, еліптичні або довгасті, 7–9 мм, від тупих до гострих. Пиляки зазвичай бурі. Коробочка 3 мм. 2n = 14.

## Поширення
Поширений у південній Європі від Іспанії до Греці, західній Азії (Туреччина, Кіпр, Ліван, Сирія, Ізраїль), Північній Африці, північно-східній тропічній Африці; необхідні подальші дослідження для збору інформації про точне поширення цього виду по всьому іншому його ареалу.
Зростає в скелястих або піщаних місцях.

## Загрози
Загрозою, ймовірно, є прибережний розвиток.